# 韋謝盧哈河
韋塞盧哈河（烏克蘭語：Веселуха），是烏克蘭的河流，位於該國西北部，流經沃倫州和羅夫諾州，屬於普里皮亞季河的支流，發源自普里利斯內，河道全長69公里，流域面積940平方公里。